# Thwaitesia argenteosquamata
Thwaitesia argenteosquamata là một loài nhện trong họ Theridiidae.
Loài này thuộc chi Thwaitesia. Thwaitesia argenteosquamata được miêu tả năm 1891 bởi Lenz.